# LAMP
Akronim LAMP označuje skupek odprtokodne programske opreme, ki skupaj tvori popolnoma delujoč spletni strežnik, ki je sposoben gostiti dinamične spletne strani. Paket sestavljajo:
- Linux, kot operacijski sistem,
- Apache, kot spletni strežnik,
- MySQL, kot strežnik podatkovne zbirka,
- Perl, PHP oziroma Python, kot skriptni jezik.